# UFC on FX: Belfort vs. Rockhold
UFC on FX: Belfort vs. Rockhold, noto in Brasile come UFC no Combate 2, è stato un evento di arti marziali miste organizzato dalla Ultimate Fighting Championship che si è tenuto il 18 maggio 2013 all'Arena Jaraguá di Jaraguá do Sul, Brasile.

## Retroscena
Hacran Dias avrebbe dovuto affrontare Manvel Gamburyan ma quest'ultimo s'infortunò e venne sostituito con Nik Lentz.
Yuri Alcantara doveva vedersela con Marcos Vinícius ma Vinícius diede forfait per infortunio e venne rimpiazzato con Iliarde Santos.
Paulo Thiago doveva affrontare Lance Benoist, il quale non prese parte al match per un infortunio e venne sostituito con Michel Prazeres.
L'evento prevedeva inizialmente la sfida tra Ronaldo Souza e Costa Philippou e quella tra Cézar Ferreira e CB Dollaway; a causa di un infortunio Dollaway non poté onorare la sfida e venne quindi sostituito con Chris Camozzi, ma successivamente anche Ferreira e Philippou subirono acciacchi e di conseguenza Souza affrontò Camozzi.

## Risultati

### Card preliminare
- Incontro categoria Pesi Leggeri:  Lucas Martins contro  Jeremy Larsen

Martins sconfisse Larsen per KO (pugno) a 0:13 del terzo round.
- Incontro categoria Pesi Mosca:  Jussier Formiga contro  Chris Cariaso

Formiga sconfisse Cariaso per decisione unanime (29-28, 29-28, 29-28).
- Incontro categoria Pesi Mosca:  John Lineker contro  Azamat Gashimov

Lineker sconfisse Gashimov per KO Tecnico (pugni) a 1:07 del secondo round.
- Incontro categoria Pesi Mediomassimi:  Fabio Maldonado contro  Roger Hollett

Maldonado sconfisse Hollett per decisione unanime (29-27, 29-28, 29-27).
- Incontro categoria Pesi Gallo:  Yuri Alcantara contro  Iliarde Santos

Alcantara sconfisse Santos per KO Tecnico (pugni) a 2:31 del primo round.
- Incontro categoria Pesi Welter:  Paulo Thiago contro  Michel Prazeres

Thiago sconfisse Prazeres per decisione unanime (29-28, 29-28, 29-28).
- Incontro categoria Pesi Leggeri:  Gleison Tibau contro  John Cholish

Tibau sconfisse Cholish per sottomissione (ghigliottina) a 2:34 del secondo round.
- Incontro categoria Pesi Leggeri:  Francisco Trinaldo contro  Mike Rio

Trinaldo sconfisse Rio per sottomissione (triangolo di braccia) a 3:08 del primo round.
- Incontro categoria Pesi Piuma:  Nik Lentz contro  Hacran Dias

Lentz sconfisse Dias per decisione unanime (29-28, 29-28, 28-27).

### Card principale
- Incontro categoria Pesi Medi:  Rafael Natal contro  Joao Zeferino

Natal sconfisse Zeferino per decisione unanime (30-27, 29-28, 29-28).
- Incontro categoria Pesi Leggeri:  Rafael dos Anjos contro  Evan Dunham

dos Anjos sconfisse Dunham per decisione unanime (29-28, 29-28, 29-28).
- Incontro categoria Pesi Medi:  Ronaldo Souza contro  Chris Camozzi

Souza sconfisse Camozzi per sottomissione (triangolo di braccia) a 3:37 del primo round.
- Incontro categoria Pesi Medi:  Vítor Belfort contro  Luke Rockhold

Belfort sconfisse Rockhold per KO (calcio girato e pugni) a 2:32 del primo round.

## Premi
I seguenti lottatori sono stati premiati con un bonus di 50.000 dollari:
- Fight of the Night:  Lucas Martins contro  Jeremy Larsen
- Knockout of the Night:  Vítor Belfort
- Submission of the Night:  Ronaldo Souza